# Раселвил (Јужна Каролина)
Раселвил (енгл. Russellville) насељено је место без административног статуса у америчкој савезној држави Јужна Каролина.

## Демографија
По попису из 2010. године број становника је 488.
| Група             | 2000.    | 2010.       |
| Белци             | 0 (0,0%) | 125 (25,6%) |
| Афроамериканци    | 0 (0,0%) | 354 (72,5%) |
| Азијати           | 0 (0,0%) | 1 (0,2%)    |
| Хиспаноамериканци | 0 (0,0%) | 4 (0,8%)    |
| Укупно            | 0        | 488         |